# آآدونتای فوسکوزوناتا
آآدونتای فوسکوزوناتا (نام علمی: Aaadonta fuscozonata) نام یک گونه از سرده آآدونتا است.